# Adriane
Adriane ist ein weiblicher Vorname.

## Herkunft und Bedeutung des Namens
Der Name kann eine weibliche Form von Hadrian sein, was „Mann aus Adria“ bedeutet, oder eine Nebenform von Ariadne.

## Varianten
- männlich: Adrian, Adrien, Andrigan, Arian, Adriano
- weiblich: Adriana, Ariane, Adrienne

## Bekannte Namensträgerinnen
- Adriane Gradziel (* 1988), österreichische Schauspielerin
- Adriane Lenox (* 1956), US-amerikanische Schauspielerin
- Adriane Muttenthaler (* 1955), österreichische Pianistin und Komponistin
- Adriane Radtke (* 1983), deutsche Fußballspielerin
- Adriane Rickel (* 1988), deutsche Quizspielerin
- Adriane dos Santos (* 1988), brasilianische Fußballspielerin, siehe Nenê (Fußballspielerin, 1988)
- Adriane Wachholz (* 1979), deutsche Künstlerin

## Sonstiges
- eine freie Software, die eine Benutzeroberfläche für Blinde bietet, siehe ADRIANE